# Kelab Aman
El Kelab Aman es un campo de críquet en Kuala Lumpur, Malasia. El primer partido registrado en ese espacio se produjo en 1995, cuando jugó Malasia contra Tailandia en el copa Tuanku Ja'afar.
En 1997, el espacio celebró diez partidos del Trofeo de ICC. Al año siguiente realizó cinco partidos de la Lista A, como parte de la competición de críquet en  Juegos de la Commonwealth de 1998. Estos partidos incluyeron los partidos de Malasia contra Sri Lanka, Irlanda del Norte contra Sudáfrica, Malasia contra Zimbabue, Nueva Zelanda contra Escocia, y Barbados contra Sudáfrica. 